# 크라이시스 (비디오 게임)
크라이시스 플레이 동영상 - 게임 트레일러즈
크라이시스(Crysis)는 독일 개발사 크라이텍이 개발한 일인칭 슈팅 게임이다. 같은 회사가 개발한 크라이엔진 2를 이용한 그래픽과 물리, 인공 지능과 게임의 진행에 다양한 방법을 제공하는 열린 방식의 게임플레이가 특징이다.
게임 초반에 북한군과의 대립을 그리고 있어 한국 내 심의를 앞두고 논란이 되었었다. 그러나 2007년 7월 26일 크라이시스는 한국에서 심의를 통과하고 9-10월에 한국에서 정식 발매했다.

## 게임 방식
크라이텍의 전작인 파크라이처럼 크라이시스 역시 목표를 달성하는 방법이 여러 가지인 열린 방식을 취하고 있다. 이는 넓은 시야와 사실적인 자연 묘사로 자유롭게 열려 있고, 물리 엔진을 통해 역동적인 변화가 가능한 세계이기 때문에 가능하다.
플레이어는 무기를 소음기, 스코프, 레이저포인트, 유탄발사기, 마취총 같은 장비를 통해 개량할 수 있다. 게다가 주인공이 입은 미군의 프로토타입 "나노 슈트" 역시 플레이어의 취향대로 개량될 수 있다. 이 슈트로 주인공은 장갑을 나르고, 중화기를 쓰며 이동 시의 소음을 줄이거나, 빠른 속도로 달리며 더 높이 뛰며, 숨으면서 전장에서 입은 상처를 치료할 수 있다. 하지만 이런 모든 행동은 슈트의 에너지가 채워져 있어야만 가능하다.

## 이야기
2020년, 미국의 과학자들에 의해 남중국해의 난사 군도에서 이상한 물질들을 발견한다. 그러나 갑자기 조선민주주의인민공화국 정부에 의해 섬이 봉쇄되었고 탐사원들과도 연락이 두절되고 만다. 미국은 섬에 델타 포스를 파견해 상황을 살펴보고자 하고, 두 국가 간의 긴장감은 높아진다. 하지만 섬에서 도저히 인간의 힘으로 상상할 수 없는일들이 벌어지는데..

## 등장인물
노매드
주인공.랩터 팀의 일원으로서 연구원들의 구조를 위해 파견된다.
계급은 중위.
프로핏
랩터 팀의 대장. 후에 나오는 크라이시스2에서 자살
사이코
랩터 팀의 멤버. 후속작 '크라이시스 워헤드'의 주인공
아즈택
랩터 팀의 멤버. 섬에 상륙후 랩터팀 중 제일 먼저 희생당한다
제스터
랩터 팀의 멤버. 아즈텍 다음으로 희생당한다.
로젠탈 박사
북한군에 구속되어 유적의 발굴·연구를 실시하고 있다.
헬레나 로젠탈
로젠탈 박사의 딸. 박사와 함께 연구를 실시하고 있다.
이찬경 장군
북한 사령관. 로젠탈 박사에게 유적 연구를 실시하게 하고 있다.
스트릭랜드
미국 해병대 소령.
블러드 레이
미국 해군 중위.
모리슨 제독
미국 해군 제독.미 항공 모함 USS 컨스티튜션 함장.

## 멀티플레이
크라이시스의 멀티플레이는 최대 32명의 플레이어가 한 경기에 참가할 수 있고, 3개의 모드로 구성되어 있다.
- 전술적 데스매치 (Tactical Deathmatch)
- 전술적 팀 데스매치 (Tactical Team Deathmatch)
- 권력 투쟁 (Power Struggle)

두 모드의 ‘전술적’이란 수사는 플레이어가 그들의 슈트나 무기, 탄약을 개량할 수 있기 때문에 붙었다.

### 권력 투쟁
“권력 투쟁”은 모든 플레이어가 미국 델타 포스나 북한군 중 한 쪽 진영에서 피스톨과 기본 나노 슈트를 가지고 시작한다. 플레이어가 팀에 들어오면 전투를 통해 포인트를 얻고, 그 포인트로 무기, 차량, 제조 공장 등을 산다. 포인트를 얼마나 얻느냐는 플레이어가 죽인 플레이어가 어떤 계급인지에 달려 있다. 예를 들어, '초보자'가 '장성'을 물리친다면, 장성이 초보자를 죽인 것보다 더 많은 포인트를 얻게 된다. 무기는 또한 양 팀의 죽은 플레이어로부터 얻을 수도 있고 차량도 상대 진영으로부터 훔쳐올 수 있다.
맵 상에 무작위로 생성되는 여러 외계 충돌 지점으로부터 기술을 얻으면 그 기술을 이용해 이종의 차량을 만들 수도 있다. 무기는 플레이어 스폰 지점과 특정한 제어 지점에서 살 수 있으며, 플레이어가 죽으면 다른 플레이어에게 총이나 차량을 빼앗길 수 있다.

## 모드 게임
크라이시스 역시 파크라이처럼 새 레벨을 만들고 편집할 수 있는 샌드박스 에디터를 포함할 예정이다.
또한 크라이텍은 세 개의 모드 팀을 선정해 게임이 발매되기 전에 크라이시스 SDK를 함께 만들고 있다. 이 모드 팀들은 크라이텍의 지원을 받고 있으며 개발되는 모드들은 크라이시스가 발매된 후 얼마 지나서 공개될 예정이다.

## 기술
크라이시스는 파크라이를 개발할 때 쓴 크라이엔진의 뒤를 잇는 크라이엔진 2를 쓰고 있다.

## 평가
| 통합 점수      | 통합 점수                              |
| 통합사         | 점수                                   |
| -------------- | -------------------------------------- |
| 게임랭킹스     | (PC) 90.23% (X360) 83.98% (PS3) 80.90% |
| 메타크리틱     | (PC) 91/100 (X360) 81/100 (PS3) 81/100 |
| 평론 점수      |                                        |
| 평론사         | 점수                                   |
| 에지           | 9/10                                   |
| 유로게이머     | 9/10                                   |
| 게임 인포머    | 9/10                                   |
| 게임프로       | 4.75/5                                 |
| 게임스팟       | 9.5/10                                 |
| 게임스파이     | [ 18 ]                                 |
| 게임트레일러스 | 8.8/10                                 |
| IGN            | (PC) 9.4/10 (X360/PS3) 8/10            |
| PC 게이머 (US) | 98%                                    |
| PC 존          | 92%                                    |
| 엑스플레이     | [ 25 ]                                 |
| EGC Games      | 88/100                                 |

| 수상        | 수상                  |
| 평론사      | 수상                  |
| ----------- | --------------------- |
| GameSpot    | 2007 Best Shooter     |
| PC Gamer    | 2007 Game of the Year |
| Gamereactor | 2007 Best Action Game |

## 같이 보기
- 크라이텍
- 크라이엔진 2
- 파크라이